# Kanoman (Panjatan)
Kanoman is een bestuurslaag in het regentschap Kulon Progo van de provincie Jogjakarta, Indonesië. Kanoman telt 1859 inwoners (volkstelling 2010).